# Oud-Vossemeer

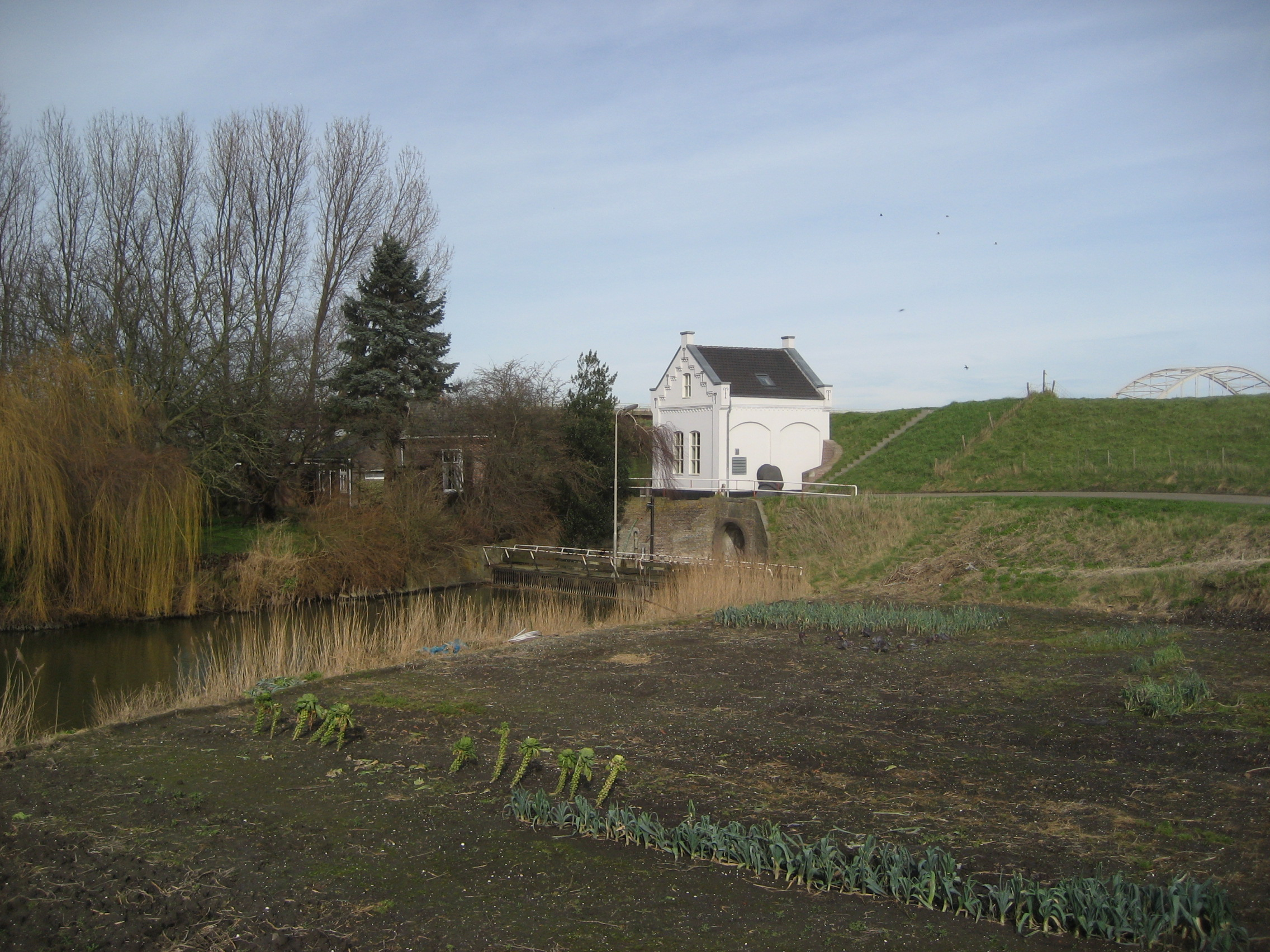
Gemaal Drie Groote Polders

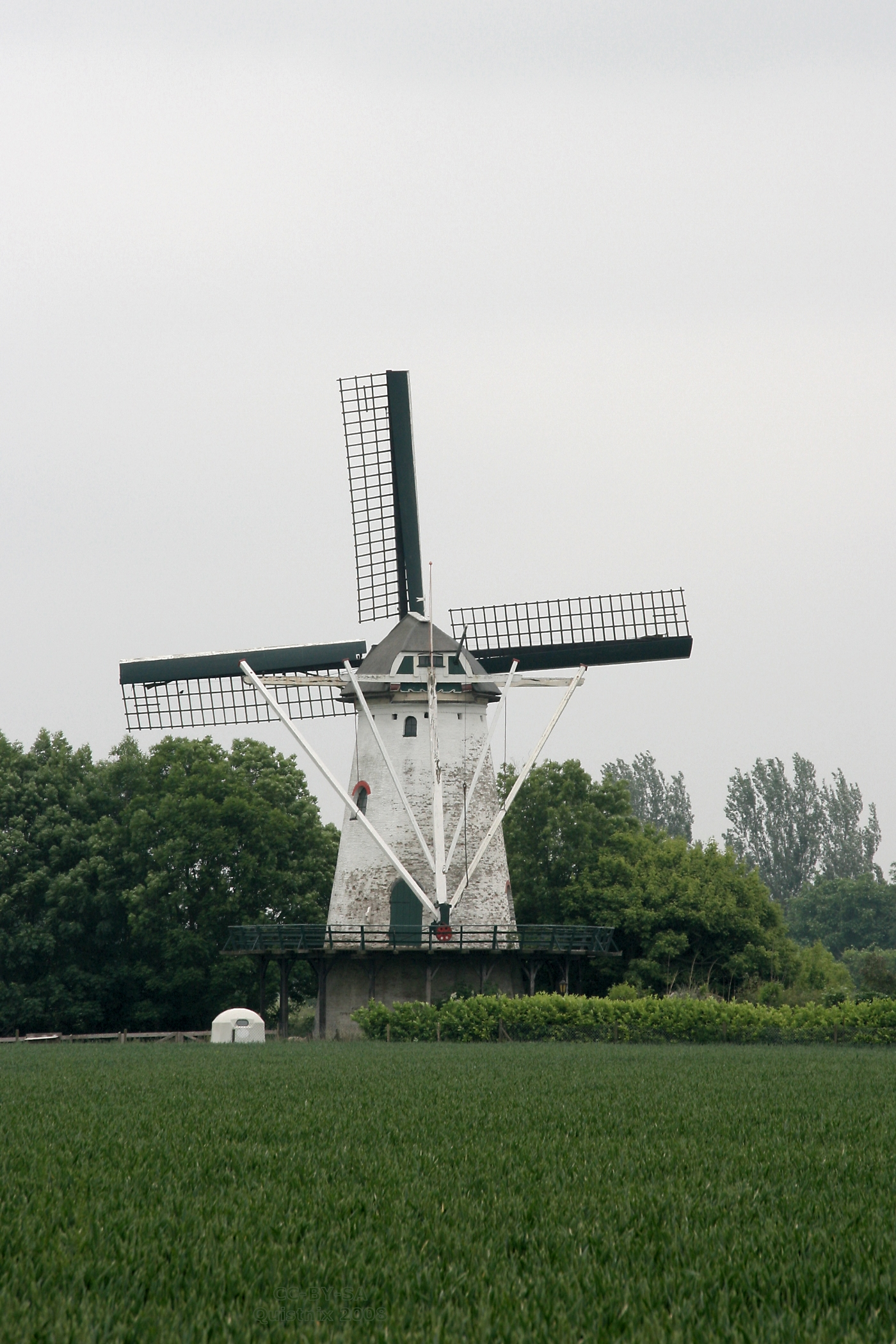
Molen de Jager

Oud-Vossemeer (Zeeuws: Ou-fosmeer) is een plaats in de gemeente Tholen, in de Nederlandse provincie Zeeland, met 2.740 inwoners in 2023. De oppervlakte bedraagt inclusief het buitengebied 13,64 km².

## Geschiedenis
De plaats Oud-Vossemeer maakte deel uit van de heerlijkheid Oud- en Nieuw-Vossemeer en Vrijberghe en ontstond zeer waarschijnlijk kort na de inpoldering van de Kerkepolder rond 1450. . Het plaatsje Nieuw-Vossemeer werd in 1609 definitief drooggelegd. De eerste poging uit 1567 mislukte in 1583. Nieuw-Vossemeer maakte deel uit van Zeeland tot 1809 toen het bij Brabant werd gevoegd.
Hoogstwaarschijnlijk kwamen de voorouders van de vooraanstaande Amerikaanse familie Roosevelt uit Oud-Vossemeer. Een monument dat de vier vrijheden voorstelt, ooit geformuleerd door president Franklin Delano Roosevelt, herinnert aan deze band. Ook is in het Ambachtsherenhuis (zie onder) het Roosevelt Informatiecentrum ingericht, dat in april 2016 in gebruik werd genomen door prinses Beatrix in aanwezigheid van twee kleinkinderen van deze president.
In 1813 werd de gemeente Vrijberghe toegevoegd aan de gemeente Oud-Vossemeer. Oud-Vossemeer vormde tot 1971 een zelfstandige gemeente in de Nederlandse provincie Zeeland. In 1971 werd het toegevoegd aan het grondgebied van de gemeente Tholen.

## De ambachtsheerlijkheid Oud- en Nieuw-Vossemeer en Vrijberghe
In 1410 gaf hertog Willem van Beieren, graaf van Holland en Zeeland, aan zes heren de schorren en slikken ten noorden van Tholen uit ter bedijking en als ambacht. Daarmee was het ontstaan van de ambachtsheerlijkheid Vossemeer een feit. Het woord ambacht duidt op de rechtsmacht in het aangewezen gebied; overdrachtelijk wordt ambachtsheerlijkheid ook voor het grondgebied gebruikt. De reeds aanwezige of nieuw te verwerven gronden werden door de leenmannen gekocht, zodat deze na de bedijkingen de grondheerlijkheid bezaten. Tegenover bepaalde lasten, zoals de zorg voor het bestuur en het opbrengen van de belastingen voor de graaf van Holland, genoten zij rechten en inkomsten. Vossemeer was een hoge heerlijkheid, wat wil zeggen dat de schepenen recht konden spreken over halszaken, derhalve lijfstraffen opleggen en doodvonnissen vellen. In 1774 werd de afzonderlijke heerlijkheid Vrijberghe door koop toegevoegd aan de ambachtsheerlijkheid. Door vererving, verkoop, deling enz. zijn de oorspronkelijke delen, later porties of aandelen genoemd, in meerdere kleinere parten gesplitst. In 1935 werd de ambachtsheerlijkheid omgezet in een Naamloze vennootschap. Momenteel kent deze N.V. 181 aandelen. De heren (maar tegenwoordig ook dames) vergaderen eenmaal per jaar op de eerste zaterdag in juni.
In 1765 werd de bouw van een nieuw rechtsgebouw aanbesteed. In 1771 kwam dit zogenaamde ambachtsherenhuis uiteindelijk gereed en is heden ten dage nog steeds de zetel van de ambachtsheerlijkheid. Vele jaren is het tevens als gemeentehuis in gebruik geweest.

## Bezienswaardigheden
- Hervormde Kerk (Ring 10), oorspronkelijk gewijd aan St. Johannes de Doper, is een kruiskerk voorzien van een ingebouwde toren met haakse steunberen en ingesnoerde spits. De net boven het kerkdak uitkomende toren verrees rond 1450, het schip met koor in de tweede helft van de 15de eeuw. Tijdens de dorpsbrand van 1576 leed het gebouw zware schade. Bij de herbouw in 1595 heeft men de toren ingebouwd en het transept toegevoegd. In 1913-'15 werd de kerk ingrijpend gerestaureerd naar plannen van J.F.L. Frowein. Diens zoon - H.W. Frowein - ontwierp het bankenplan, het meubilair en het orgelfront met orgel uit 1917 gemaakt door A. Standaart. Tot de inventaris behoren verder een preekstoel (tweede helft 17de eeuw), met een door Johannes Specht gegoten koperen lezenaar (1769), en twee koperen kronen, waarvan één in 1787 geschonken door Johannes Rosevelt uit Scherpenisse. Het vroeger omgrachte, ringvormige kerkhof is gedeeltelijk voorzien van een laag muurtje.
- Four Freedoms Monument, in de tuin van de Hervormde Kerk. Op 6 januari 1941 formuleerde de toenmalige Amerikaanse president Franklin Delano Roosevelt in het Amerikaanse Congres vier vrijheden die voor ieder mens op de wereld zouden moeten gelden.  Vrijheid van meningsuiting  Vrijheid van godsdienst  Vrijwaring van gebrek  Vrijwaring van vrees Deze vier vrijheden hebben gestalte gekregen in een kunstwerk van de Middelburgse kunstenaar Nico van den Boezem dat in juni 1992 hier is geplaatst.
- Pastorie (Raadhuisstraat 7), werd in 1896 in eclectische stijl gebouwd, naar ontwerp van A. le Clercq en is voorzien van hoeklisenen en een midden risaliet met balkon. Vanaf 1954 tot en met 1971 was dit pand gemeentehuis en burgemeesterswoning van Oud Vossemeer. Daarna was het tot 2006 de vestigingsplaats van het dorpshuis. Sinds 2007 is het pand na renovatie opnieuw in gebruik als woning.
- Smidsklokje. Dit bijzondere uurwerk is een rijksmonument en rond 1786 gemaakt door dorpssmid Johannes Verkerke. Het hangt nog steeds aan de gevel van de voormalige smidse in de Voorstraat. In het monument is een smeedijzeren windvaan, een bijzondere speeluurwerk, houten figuurornamenten en een achtergrondvoorstelling met een molen, wachthuisje, handkar en bomen verwerkt. De figuurtjes bewogen oorspronkelijk op elk heel en half uur.
- Rooms Katholieke Sint-Willibrorduskerk (Dorpsweg 7) is een zaalkerk met recht gesloten koor en een kleine houten geveltoren. Deze sobere neoclassicistische kerk kwam in 1841 tot stand naar plannen van J. Bourdrez. In 1928 heeft men het interieur veranderd en in 1991 is het exterieur en in 1994 het interieur gerestaureerd. Tot de inventaris behoren een neobarok hoofdaltaar (circa 1841), een tot altaartafel verbouwde communiebank (circa 1841) en een in 1854 door C.J. Rogier geleverd eenklaviers-orgel. De voormalige pastorie (Dorpsweg 9), gebouwd rond 1872 naar een neoclassicistisch ontwerp van C.P. van Genk, is een fors, onderkelderd pand met hoekpilasters en een middenrisaliet met fronton.
- Gemaal Drie Grote Polders. in de Hikkepolder bij Oud-Vossemeer is een stoomgemaal van het eiland Tholen. Het gemaal is gebouwd in het jaar 1900 en was het eerste stoomgemaal op het eiland.
- Voormalige Gereformeerde kerk (Hofstraat 27), een zaalkerk gedecoreerd met lisenen en een klimmend boogfries in de topgevel, dateert uit circa 1880.
- Ambachtshuis (Raadhuisstraat 5) is een onderkelderd eenlaagspand met omlopend schilddak, gebouwd tussen 1767 en 1771 naar ontwerp van timmerman Evert Philipse. In dit gebouw is het Roosevelt Informatiecentrum gevestigd
- Molen De Jager. Molen De Jager is gebouwd in 1850 door bakker Kamhout en smit Wijnands. Er wordt nog wekelijks ambachtelijk meel en bloem gemaakt.

## Sport
In Oud-Vossemeer wordt jaarlijks een wielerronde (De Ronde van Oud-Vossemeer) verreden. In maart 2019 werd deze voor de 71e maal gehouden en kent vele illustere winnaars.
Tevens is het dorp het start- en eindpunt van de jaarlijkse 7-dorpentocht, een wandeltocht die een week voorafgaand geldt als dé voorbereiding aan de Vierdaagse van Nijmegen.
Oud-Vossemeer kent daarnaast een amateurvoetbalclub, genaamd VV Vosmeer. De club telt meerdere jeugd- en seniorenelftallen. Het voetbalveld is gesitueerd in de Bou Kooijmanstraat en wordt omgeven door de plaatselijke tennisvereniging en basisscholen.

## Kerken
- De katholieke Sint-Willibrorduskerk van 1841.
- De hervormde Johannes de Doperkerk van 1516.
- De gereformeerde Ontmoetingskerk van 1976.
- De Christelijke Gereformeerde kerk aan Molenstraat 61, van 1851.
- De kerk van de Gereformeerde Gemeenten in Nederland aan de F.D. Rooseveltstraat 21, van 1972

## Verenigingen
- Stichting Roosevelt Oud Vossemeer
- Roosevelt Informatie Centrum
- Wielercomité Oud Vossemeer
- Voetbalvereniging VV Vosmeer
- Oud-Vossemeer's Muziekvereniging (OVM)
- Wandel Sport Club Vosmeer, organisator van de Zevendorpentocht
- Judovereniging (OVJV)
- Carnavalsvereniging De Vlooientrappers
- Toneelvereniging Sint Joseph
- Toneelvereniging De Rederijkers
- Dweilband Luuzeleven
- Dweilband Oemomennoe
- Dweilband De Lamsoren
- Dweilband Bentje Betoeterd
- IJsvereniging De Eendracht
- Speeltuinvereniging "De Vossentuin"
- Gymnastiekvereniging Spido
- Postduivenvereniging De Zwaluw
- Vogelvereniging De Vogelvrienden
- Tennisvereniging TOV
- Seniorenvereniging SVV eo
- Biljartvereniging De Treffers
- Biljartvereniging Krijt op Tijd
- Biljartvereniging Hof van Holland
- Sint Nicolaascomité
- Popkoor Voix
- Gospelkoor Polyhymnia
- Jeugdhonk Jong Vosmaer
- Fotoclub F.O. Tho

## Voorzieningen
- Multifunctioneel dorpshuis De Vossenkuil
- OBS Die Heenetrechtschool
- RKBS Sint Anthonius
- SMB De Ark
- Peuterspeelzaal De Pluus
- Brasserie Restaurant Huys van Roosevelt
- Weekmarkt op donderdagmorgen

## Geboren of opgegroeid in Oud-Vossemeer
- Eduard de Casembroot (20 juni 1812), militair en politicus (minister van Oorlog)
- Izaäk Kievit (6 november 1887), Nederlands-hervormd predikant en auteur
- Hans Heestermans (22 januari 1943), taalwetenschapper
- Rico Verhoeven (1989), kickbokser